# Amblycerus Kingsolveri
Amblycerus Kingsolveri is een keversoort uit de familie bladkevers (Chrysomelidae). De wetenschappelijke naam van de soort werd in 1992 gepubliceerd door Ribeiro-Costa.